# Khatirkita
La khatirkita o khatyrkita és un mineral de la classe dels elements natius. Rep el seu nom de Khatirka, la zona on va ser descoberta el meteorit que la contenia.

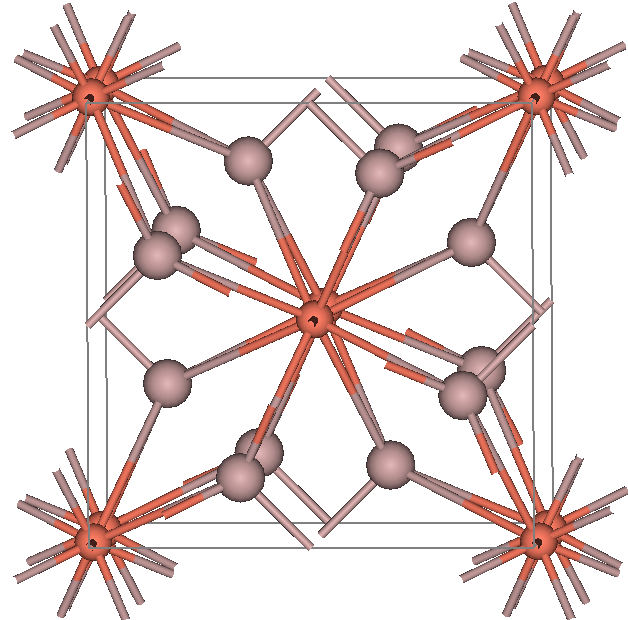
Estructura de la khatirkita.

## Característiques
La khatirkita és un aliatge de fórmula química (Cu,Zn)Al₂. Cristal·litza en el sistema tetragonal formant cristalls prismàtics de fins a 400 micròmetres, i fent estrets intercreixments amb cupalita en petits grans. La seva duresa a l'escala de Mohs és 5.
Segons la classificació de Nickel-Strunz la khatirkita pertany a «01.AA - Metalls i aliatges intermetàl·lics de la família coure-cupalita» juntament amb els següents minerals: alumini, coure, or, plom, níquel, plata, steinhardtita, auricuprur, cuproaurur, tetraauricuprur, anyuiïta, novodneprita, cupalita, hunchunita, stolperita, hollisterita, icosaedrita, kriatxkoïta i proxidecagonita.

## Formació i jaciments
Va ser descoberta al l'any 1985 al meteorit de Khatirka, que va ser trobat al rierol Listvenítovi (Koriàkia, Rússia), l'únic indret on se n'ha trobat. En aquest mateix meteorit també es van descobrir altres quatre espècies minerals noves fins a moment: la cupalita, la decagonita, la icosaedrita i la steinhardtita. A més a més, al meteorit també eren presents altres minerals com: clinoenstatita, coesita, corindó, diòpsid, forsterita, hedenbergita, magnetita, nefelina, pentlandita, sodalita, espinel·la, stishovita, taenita, trevorita i troilita.